# Hyphoporus
Hyphoporus is een geslacht van kevers uit de familie  waterroofkevers (Dytiscidae).
Het geslacht is voor het eerst wetenschappelijk beschreven in 1882 door Sharp.

## Soorten
Het geslacht omvat de volgende soorten:
- Hyphoporus anitae Vazirani, 1969
- Hyphoporus aper Sharp, 1882
- Hyphoporus bengalensis Severin, 1890
- Hyphoporus bertrandi Vazirani, 1969
- Hyphoporus caliginosus Régimbart, 1899
- Hyphoporus dehraduni Vazirani, 1969
- Hyphoporus elevatus Sharp, 1882
- Hyphoporus geetae Vazirani, 1969
- Hyphoporus josephi Vazirani, 1969
- Hyphoporus kempi Gschwendtner, 1936
- Hyphoporus montanus Régimbart, 1899
- Hyphoporus nilghiricus Régimbart, 1903
- Hyphoporus pacistanus Guignot, 1959
- Hyphoporus pugnator Sharp, 1890
- Hyphoporus severini Régimbart, 1892
- Hyphoporus solieri (Aubé, 1838)
- Hyphoporus subaequalis Vazirani, 1969
- Hyphoporus tonkinensis Régimbart, 1899